# Naupoda inscripta
Naupoda inscripta är en tvåvingeart som beskrevs av Speiser 1910. Naupoda inscripta ingår i släktet Naupoda och familjen bredmunsflugor. Inga underarter finns listade i Catalogue of Life.